# Луговське (Парабельський район)
Луговське́ (рос. Луговское) — присілок у складі Парабельського району Томської області, Росія. Входить до складу Наримського сільського поселення.

## Населення
Населення — 165 осіб (2010; 230 у 2002).
Національний склад (станом на 2002 рік):
- росіяни — 97 %